# Komitee der nationalen Flotte in Pommern
Das Komitee der Nationalen Flotte in Pommern (poln. Pomorski Komitet Floty Narodowej) wurde nach dem Ersten Weltkrieg in Polen gegründet, um den Aufbau einer eigenen polnischen Handelsflotte zu unterstützen. 
Durch Geldsammlungen des Komitees konnte 1929 z. B. das ehemal deutsche Segelschiff Colbert (ex Prinzeß Eitel Friedrich) aus französischem Privatbesitz als Segelschulschiff gekauft werden, das 1930 in Dar Pomorza („Geschenk Pommerns“) umbenannt wurde.